# サンドラ・ディー
サンドラ・ディー（Sandra Dee、1942年4月23日 - 2005年2月20日）は、アメリカ合衆国の女優。

## 生涯

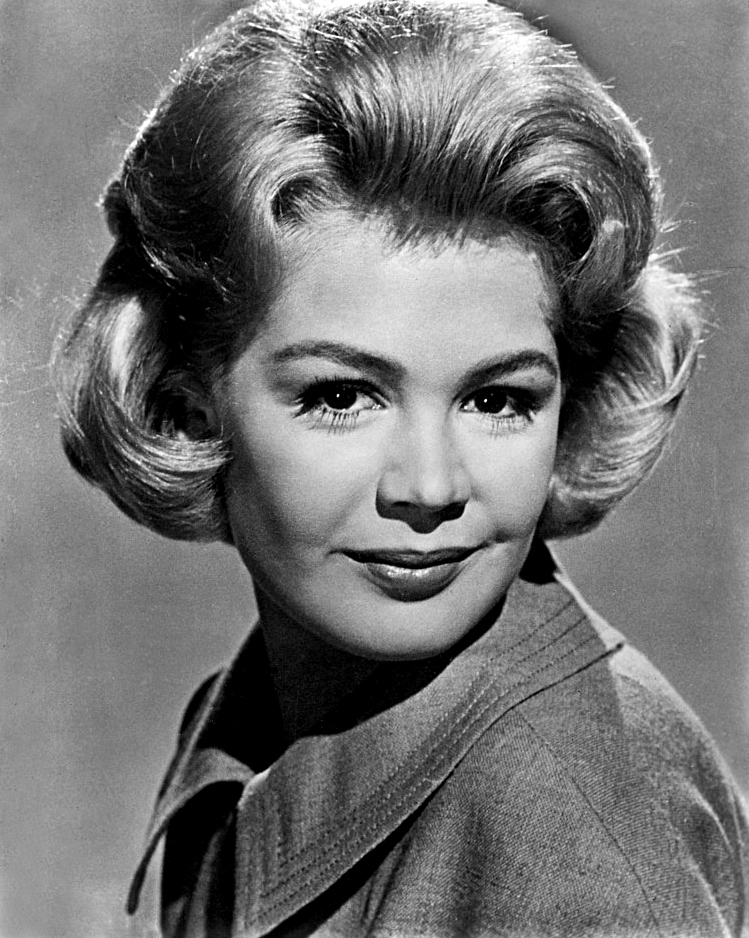
1960年代初め

1942年、ニュージャージー州バイヨンで生まれる。ファッションモデルを経て1957年映画界に入り、青春映画スターとして1950年代末から1960年代初頭まで高い人気を誇った。
彼女が演じた中でアメリカでもっとも人気を博したのは、1959年のサーフィン映画『ギジェット』である。また、主題歌も大ヒットした『避暑地の出来事』でもトロイ・ドナヒューと共演し、可愛らしいキャラクターで映画界のみならずテレビやファッションの世界においても強い印象を残した。
その人気は爆発的でかつ急峻であり、当時の流行り歌に、「僕は君のトロイ・ドナヒュー、あなたは僕のサンドラ・ディー」という歌詞がある程であった。
なお、彼女の演技に関しては、現在から見れば明らかにぶりっ子と取れる物が多く、ミュージカル『グリース』の中に「Look at me I'm Sandra Dee」という歌がある。
1960年に歌手のボビー・ダーリンと結婚して一児をもうけるが1967年に離婚。
また、20歳を越えた頃から映画出演もめっきり減り、70年代までには彼女の名前を聞くことはほとんど無くなった。
2000年にアルコール使用障害から腎臓疾患を抱え、2005年に死去した。